# 加津佐站
加津佐站（日语：／ Kazusa eki */?）是位於長崎縣南島原市加津佐町水下津，島原鐵道島原鐵道線的已停用車站。

## 歷史
- 1928年（昭和3年）2月25日 - 口之津鐵道車站啟用[1]。
- 1943年（昭和18年）7月1日 - 公司合併，成為島原鐵道車站。
- 1984年（昭和59年）10月1日 - 結束貨物業務。
- 1985年（昭和60年）4月23日 - 新車站大樓竣工。
- 2005年（平成17年）4月 - 成為無人車站。
- 2008年（平成20年）
  - 3月1日 - 3月31日 - 隨著鐵路線快將廢止，使車站成為有人車站。
  - 4月1日 - 隨著島原外港站至加津佐站之間廢止，此站也永久停用。

## 車站構造
此站是地面車站，設有1面1線的單式月台。車站廢止時把車站大樓拆毀。路軌也已經移走，並堆積了一些枕木。此站原本設有2條側線，用作停泊車輛之用。在車站後方設有止衝擋。在側線中沒有加油和檢修設備。

## 車站周邊
站前設有小型廣場。車站大樓對面是海岸和海灘。
- 前濱海灘
- 加津佐町公所（現時：南島原市加津佐綜合分所）
- 加津佐郵局
- 愛宕山
- 國道251號（日语：国道251号）
- 島原鐵道巴士「加津佐海水浴場前」巴士站（在島鐵線廢止後，巴士站改名為加津佐站前）
- 若木保育園（日语：若木保育園）
- 溫泉神社（日语：温泉神社）

## 使用狀況
在此站最後的一個營業年度（2007年度），一年總乘車人次為24,549人，下車人次為21,933人。
以下為一年總乘車人次和下車人次變化。
| 年度               | 一年總 乘車人次 | 一年總 下車人次 |
| ------------------ | --------------- | --------------- |
| 1970年（昭和45年） | 44,643          | 39,737          |
| 1975年（昭和50年） | 52,595          | 47,815          |
| 1980年（昭和55年） | 48,999          | 48,373          |
| 1985年（昭和60年） | 78,358          | 73,730          |
| 1990年（平成4年）  | 56,498          | 54,410          |
| 1995年（平成7年）  | 39,415          | 36,940          |
| 1997年（平成09年） | 38,484          | 37,949          |
| 1998年（平成10年） | 39,262          | 38,594          |
| 1999年（平成11年） | 40,910          | 39,680          |
| 2000年（平成12年） | 39,633          | 37,609          |
| 2001年（平成13年） | 38,441          | 37,109          |
| 2002年（平成14年） | 36,675          | 34,672          |
| 2003年（平成15年） | 33,421          | 29,755          |
| 2004年（平成16年） | 27,687          | 24,821          |
| 2005年（平成17年） | 22,365          | 21,179          |
| 2006年（平成18年） | 17,227          | 16,373          |
| 2007年（平成19年） | 24,549          | 21,933          |

## 相鄰車站
島原鐵道
島原鐵道線
白濱海水浴場前－加津佐

## 注腳
1. ↑  「地方鉄道運輸開始」『官報』1928年3月10日（國立國會圖書館數碼化收藏）
2. ↑  第56版（平成21年）長崎統計年鑑 （页面存档备份，存于）（日語） - 長崎縣
3. ↑  長崎縣統計年鑑  （页面存档备份，存于）（日語）